# Пиносава
Пиносава је приградско насеље у подножју Авале, које припада Градској општини Вождовац у Београду. Према попису из 2022. било је 3239 становника. У насељу Пиносави постоји основна школа Васа Чарапић која је истурено одељење исте школе у Белом Потоку (са старом школом, школа је славила 100 година постојања). Црква Светог Марка саграђена је 2002—2003. године. Из Пиносаве се добро види планина Авала и кроз насеље саобраћају линија 401 (Славија — Пиносава) и ноћна линија 401 (Дорћол — Пиносава).

## Историја имена
Пиносава има три верзије њеног имена.Пинос почиње од латинске речи што упућује на венац и гледање са Авале према Сави. Највероватнија је верзија да су тадашњи грађани израђивали „пинкоте“ за мешање теста у справљању хлеба и да је по томе пиносава добила назив. Једна верзија је у уској вези са именом грофа Пина Савојског који је у 15. веку живео у градској тврђави а на данашњој територији села Пиносава поседовао имање.

## Рељеф и основна обележја земљишта
Највећи део терена је благо таласаст и сама површ на којој место лежи представља, рекло би се, једну котлину оивичену Авалом, Торлаком, Бањичким висом, Кошутњаком, Петловим брдом, Девојачким гробом, Љутом страном, Парцанским висом, Ковионом и рипањско-врчинском вододелницом. Главни и пољопривредно најпогоднији терени налазе се на јужној страни према Рипњу, северној према Реснику и Раковици и западној, ниже насеља, ако и у долини Топчидерске реке, У ствари, читава површина земљишта је избраздана са неколико већих или мањих јаруга и потока, који од подножја Авале теку према Топчидерској реци.
Равнији терени између ових јаруга и потока представљају обрадива поља. Њихове стрмине обрасле су шумом, а у самој прилично дугој долини реке налазе се травне ливаде и шуме. Преовлађујући типови земљишта су гајњача и алувијум (у долини Топчидерске реке), а ређе подзол и смоница. Према бонитету земљишта заступљене су све класе од 1 до 7, а највећи део припада класама од 3 до 5.
Највишу околну тачку представља врх Авале са надморском висином од 511 метара, а најнижу долина Топчидерске реке.

## Воде
Све изворске и површинске воде уливају се у Топчидерску реку, долазећи углавном са десне авалске стране, изузев потока Радушња, који долази из Рушња. Са североисточне стране насеља тече поток Паригуз, који се образује од Бунарића у Валогама, па примајући воде низводних чесама и извора (чесме-Борачка код Савића кућа и извори Сечине, Ладна вода и други...), који су иначе и водом најбогатији у атару, улива се у Топчидерску реку код железничке станице Ресник. Недавно је, 1987 године, у близини ушћа, у Реснику, на овом потоку подигнута брана са вештачким језером, ради спречавања изливања Топчидерске реке, током обичних падавина. Југоисточно од насеља протиче Дубоки поток, који прву воду добија од чесме Сакинац у Авали, па по пријему Анатемског потока, који се образује од Димилића извора код Камењака и Кусог потока (неки га зову и Павлов поток), који потиче од извора у Механској њиви, и Дубоки поток се улива у Топчидерску реку у близини железничке станице Пиносава. Потоци Пантина чесмица и Зобљак, примајући воде из истоимених извора састају се испред рудника Црвени брег у поток Тучница, који се улива у Топчидерску реку код Перионице. Осим ових, постоје још неки мањи потоци, који настају од извора и чесама у западном делу, од насеља према реци, од којих је нарочито значајан поток између доњег дела села и Таборишта, односно његови извори и чесме у чијој близини је насеље и настало.
Поред ових извора од којих су они ближи насељу коришћени за потребе снабдевања домаћинства водом, при пољским радовима коришћени су и извор-чесмица у Мајданима, извори у доњем току Дубоког потока (Камењњак и други), у Горњим ливадама (Илића Маџарица, Јанковића и Цветића извори), затим Миљков извор-Миљковица, Орловац, Селиште и други. У периоду од Другог светског рата, када је стока ишла у пашу, било је више извора, које су чобани одржавали и користили.
Воде постојећих изворишта нису испитиване и не зна се њихов састав и евентуална лековитост, али су појединци, док су те воде више коришћене, говорили како им вода са неких извора прија, смањује стомачне тегобе и поспешује варење и апетит.

## Шуме
У деветнаестом веку у Пиносави, као и у читавој Шумадији, било је много више шума. Оне данас заузимају прилично мале површине и налазе се на падинама у долини Топчидерске реке и поред потока, који се у њу уливају на јужној и западној страни села. Шумског земљишта (на којем су некада биле шуме), има више, али је непланским и необазривим крчењем, крајем деветнаестог века огољено и претворено у обрадиво земљиште или пашњаке, нарочито у долини Топчидерске реке, која је тиме знатно изгубила у свом изгледу и лепоти.
Шума је листопадног састава и у њој преовлађују цер, храст, граб, јасен, брест, дрен и други лишћари. У годинама између два светска рата на раније искрченим теренима подизани су и нови багремари. На Авали и њој припојеним деловима наше бивше утрине има доста подигнутих четинара, а појединачна четинарска стабла већ се налазе и у многим окућницама.

## Клима
Временски услови су као и у осталим крајевима Шумадије. Ипак, обзиром да место лежи на површи окруженој узвишењима, са благим падом према западу и југозападу, постоје незнатне климатске разлике у односу на околне мало више терене које се поред осталог испољавају у нешто ранијем отапању снега, сазревању усева (пшенице, кукуруза и слично), па и у извесним квалитативним разликама зрна. Тако ови усеви стижу код нас за 5 до 8 дана раније него у Рушњу и Рипњу, а млинари су често говорили да је њихова пшеница тежа и хлебнија него она која расте у Пиносави. Иако је Авала са источне стране места, она му не обезбеђује, скоро никакав заклон од кошаве, али је обавијеност њеног врха маглом често мештанима наговештавала промену времена. Иначе најбољи и најлепши временски период је крајем пролећа и почетком јесени, а најлепши месеци су мај, јун, септембар и октобар.

## Биљни и животињски свет
Погодни природни услови, у првом реду положај и особине земљишта о поднебље утицали су на заступљеност и богатства биљног и животињског света, који је иначе, својствен за Шумадију и сличне делове Србије. Поред гајеног биља заступљене су и разне врсте самониклог растиња, корисног и штетног (коровског), зељастог и дрвенастог, лековитог и отровног, коришћеног за разне потребе (за јело купине, шумске јагоде, шипурак, дрењина, печурке..., у сточној исхрани траве, детелине, лисник, жир..., у народној медицини за чајеве...).
Постојећи биљни свет је погодно станиште о одређеним животињским врстама. Са променом стања у биљном саставу и односима на појединим теренима, настајале су промене и у животињском свету. Смањење површина под шумама утицало је пре свега на смањење и нестајање крупне дивљачи (вукова, орлова, крупних птица-јастребова, рода...), док се мале птице, селице и полуселице и оне које су стални пратиоци још увек налазе и одржавају. Ловна дивљач је такође доста проређена (зец), чак и скоро нестала (јаребица, препелица, јазавац...), а заузимањем ловачких организација последњих година уместо ових виђају се фазани и срне.

## Рудно благо
Некада је авалски крај био богат рудом и то оловом, цинком и живом. Позната су била налазишта Шупља стена (жива), Љута страна (олово) у Рипњу и Црвени брег (олово и цинк) у Пиносави. Руда је искоришћавана у доба Римљана, за време средњевековне српске државе и у првој половини двадесетог века. Пре свега развојем рударства, а затим и трговине, занатства и пољопривреде српска деспотовина за време деспота Стефана Лазаревића, сина кнеза Лазара је постигла свеопшти напредак. Поред осталих рудника који се помињу, старих и новоотворених је и рудник и трг Рудишта поред Авале. На Авали је пронађен минерал зеленкасте боје назван авалит. У подножју и падинама ближим Авали, до последњег рата коришћено је и неколико каменолома у којима је вађен камен кречњачког састава, тада више употребљаван при подизању зграда.
Данас рудник Црвени брег се користи у туристичке сврхе, као и у научно образовне и налази се под контролом Рударско-геолошког факултета у Београду.

## Историја Пиносаве пре Немањића
У овом периоду Пиносаву не треба схватити и не треба замишљати као насеље, јер она то није била. Она ће као насеље настати највероватније у позном средњем веку, а њен први званичан сачуван помен биће у XV веку, од када историја бележи њен континуирани развој, који ће свој процват да доживи тек у XIX и XX веку. За сво то време свог постојања Пиносава је расла и смањивала се, уздизала се и падала, напредовала је и назадовала и лутала и лутала тражећи себе, и тражећи прави пут, да би га тек почетком века и пронашла. Данас крупним корацима на правом путу незадрживо граби напред.
А некада, пре 34 милиона година, Пиносава је била само простор. Земља, на којој није било кућа, на којој није било путева, на којој људи нису живели. Земља која је била прекривена водом, водом Панонскога мора. Тада су Авала и Космај било спојени и чинили су полуострво у том мору, чије су јужне обале биле отприлике на линији Младеновац-Лазаревац. Београд је исто био под водом, као уосталом и цела данашња Северна Србија. Временом море се ширило према југу, до Аранђеловца и планина Букуља и Венчац и према западу до Дрине, да би још касније дошло до раздвајања Авале и Космаја тако да чине два острва у Панонском мору.
Променама у земљи дошло је до издизања Карпата и море продире још даље ка југу до Ниша достижући дубину од скоро 850 метара, када полако почиње да отиче кроз Ђердапску и Качаничку клисуру, да би пре око 600.000 хиљада година пре Христа потпуно нестало.
Да је за сво то време простор данашње Пиносаве, као и околних подавалских села био под морем сведоче и бројни потоци који са различитих страна Авале отичу ка Сави и Дунаву, рекама које представљају остатке некада великог мора.
Тада и људска нога полако почиње да стаје на тло Пиносаве и околине, јер је након отицања мора иза њега остало огромно пространство обрадиве земље изузетног квалитета које су људи почели да користе.
Различити народи и различите културе су постојале на простору Панонског мора, али је за Пиносавце дефинитивно најзначајнија и можда једина важна из тог периода она која је свој траг оставила на тлу Пиносаве, а то је Винчанска култура, Цео тај период познат по најдужем трајању мира у историји људске цивилизације. То је доба од 6.500 до 4.300 године пре Христа. Око 2.000 година није било рата.
То је била технолошки најнапреднија праисторијска култура у читавом свету. Она је названа по локалитету Винча — Бело брдо, које се налази на десној обали Дунава, у селу Винча, 11 километара низводно од Београда и око 10 километара северно од Пиносаве. На том простору је постојало 9 насеља од којих су нека била и утврђена.
Житељи овог насеља су на кућном поду имали дрвене греде, између којих су, опет, наносили слој блата и плеве, а завршно, изнад њега стављали су слој глине коју би додатно углачали. Тако би добијали исполиране патосе које су лако одржавали.
У кућама прављеним у доба од 5.300. до 4.300. п. н. е. археолози нису налазили огњишта, што значи да су они још у то време имали затворене пећи. У свакој кући је пронађена по једна пећ, а у некима чак и у свакој соби по једну, што говори да им нису служиле само за спремање хране, већ и за грејање.
Куће су прављене у низовима, стварајући својеврсне улице, и све су имале исту оријентацију, од североистока ка југозападу. Занимљиво је да су између њих постојали само уски пролази, широки око 1,5 метара, односно да куће нису имале окућнице, нити дворишта .
Људи су се претежно бавили трговином, ловом, риболовом и земљорадњом и имали су свој новац који је по изгледу наличио на симбол данашњег еура, али оно што је за нас интересантно је да су се бавили и рударством и то не било где него баш у Пиносави, где су у руднику Црвени брег вадили руду цинабарит коју су реком Болечицом допремали до Винче одакле су даље Дунавом допремали у друга места. Доказано је да су Винчани цинабарит продавали чак у Грчкој.
У Винчи је откривено рударско насеље са судовима за топљење цинабарита и добијање живе коју су користили за балсамовање лешева. Они су цинабарит користили још и да би из њега топљењем добили боју цинобер, за бојење тканина и украшавање посуђа. Цинабарит се користио широм света, како у праисторији тако и током историјских епоха, најчешће у медицинске сврхе, као антисептик и седатив.
На конгресу панамеричких археолога, који је пре три године одржан у Ванкуверу, потврђено је да је захваљујући руди која је под Авалом вађена Винча била металуршка метропола света.
Продором нових народа из правца данашње Бугарске и Румуније винчанска култура је нестала.
Ти народи који су дошли из правца данашње Бугарске и Румуније и који су освојили Винчу на Дунаву, а са њом и простор Пиносаве и осталих подавалских села били су Трачани и Дачани. Са њима је дошао и потпуно другачији начин живота. То су били народи склони ратовању и немилосрдним пљачкама. Бавили су се мало пољопривредом, земљорадњом и занатством, али их место није дуго држало. Тако да за рудник у Пиносави долази прво смутно време од његовог оснивања. Они су дуго времена владали тим простором, али су на крају као и Винчани пре њих завршили као и билијарска куглица. Јер када играч удари једну куглицу, она удари у другу и дошавши на њено место њу гурне у ћошак. Тако је било и са Трачанима и Дачанима, јер када се појавио народ јачи и ратоборнији од њих брзо је заузео њихово место и њих одгурнуо не само из историје Пиносаве већ много шире. Тај народ су били Келти.
Они су их напали 279 године пре Христа, и тада њихово племе Скордисци заузима тадашњи Београд и његову околину у коју спада и Пиносава са осталим подавалским селима. Они ће Београду дати име Сингидун ( дун значи град, а Синги је према трачко-дачком племену које су у Београду покорили) које ће он носити дуго година. Владали су до 1 века пре Христа када их покоравају и њихову власт преузимају Римљани.
Дуго су времена Римљани нападали Скордисце док их нису потпуно покорили, као што веш неколико пута потапамо у воду и сапуњамо док се флека не скине, тако су и Римљани морали неколико пута да нападају док их нису освојили. Од њиховог првог напада почетком 1 века, па до коначног освајања 29 године пре Христа прошло је око 70 година. Тада се Пиносава нашла по римском владавином у оквиру провинције Мезије.
Римљани граде и развијају Сингидунум(Београд), коме Пиносава данас припада. У њихово време он добија фортификације, велелепна здања и виле, драгоцен водовод, путеве, па и уметничке радионице.
Три века је Пиносава била под влашћу Римљана и у том периоду историја Пиносаве је везана за рудник Црвени Брег и за историју Сингидунума. Тада као ни у периодима пре овог на територији Пиносаве вероватно није било организованог живота људи. Римљани су у Пиносаву долази само ради експлоатације руде, али њихов живот био је сконцентрисан у Београду.
Они су поново активирали рудник Црвени брег и из њега вадили руду. Поред овог нама најзначајнијег рудника, Римљани су експлоатисали руду у још неколико рудника под Авалом, међу којима је и Шупља Стена у Рипњу, а претпоставља се да су постојала и још два рударска окна. Једно на самом врху Авале, на месту где се данас налази споменик незнаном јунаку, а друго у њеном подножју, код првог великог скретања на путу од Пиносаве ка врху Авале.
Тада се чувени пут Виа милитарис, пружао од Сингидунума Дунавом до Виминацијума, па даље на југ све до Константинопоља. Он је полазио десетак километара од данашње Пиносаве, али је за њу био важан зато што је њиме руда из рудника Црвени брег одвожена у друга места. Интересантно је да су Римљани изградили мост преко Саве и аквадукт од Малог Мокрог Луга до Калемегдана којим је допремана питка вода у град.
Али то Римљанима није могло помоћи да очувају државу, јер држава не стоји на рудницима, нити на сребру и злату. Држава се оснује на вери у Бога и на служби Богу. Само таква држава може опстати. Римска држава таква није била. Она сама, а са њом и њени грађани давили су се у муљу порока и греха.
Римско царство је почело да се распада почетком трећег века, да би 395 године било подељено на два дела, Источно и Западно које ће пасти 496 године под налетом варвара. Простор данашње Пиносаве је припао Источном делу који ће касније бити назван Византија, али налазећи се на његовој северној граници често је била на удару варвара, који ће је убрзо и отргнути из крила Византије. Ти Варвари су били Хуни.
Оно што је још интересантно и занимљиво за Римљане јесте да се претпоставља да су они први подигли осматрачницу на врху Авале ради контролисања путева којим се превозила руда из Пиносаве и осталих подавалских села. На месту те осматрачнице ће касније нићи град Жрнов, а на том месту се данас налази споменик незнаном јунаку.
Београд из римског периода памти страховите прогоне првих Хришћана, чије су муке најчешће завршавале у водама Дунава. Међу њима до данас се одржало сећање на Свете Великомученике Ермила и Стратоника.
На преласку из старог у средњи век догодила се велика сеоба народа, догађај незапамћених размера у историји човековог обитавања на земљи. Она је представљала мост који је повезао два велика раздобља(стари и средњи век) мост којим су не групе људи, него читава племена, читави народи оставивши своје домове пошли у потрагу за бољим животом. Та њихова потрага је ударала право у врата “маторог царства “ а њима није било тешко да их сруше. Први су били Хуни 375 године, а за њима су дошли и остали народи, да би се сеоба званично завршила 955 године доласком Мађара.
У том периоду на простору Пиносаве и околине народи су се само смењивали. Прво су Хуни формирали своју државу. . Они су првобитно живели у суседству Кинеза који су против њих подигли данас познати зид и који су разоривши њихову државу нагнали их у сеобе. Тада су се Пиносава и Београд нашли на ужареној линији која је раздвајала Хуне и Римско царство (касније Византију). Живот на тој линији је био несношљив јер су борбе између Хуна и Римљана (касније Византинаца) биле готово непрестане.
За време Хуна за рудник Црвени брег у Пиносави, као и за време Трачана и Дачана долази смутно време и то друго по реду. Јер Хуни се нису бавили рударством нити их је то занимало. Њихова преокупација и њихово основно занимање била је пљачка. Помало су се бавили и сточарством ради прехране, и зато што су стоку могли лако да поведу са собом приликом селидби које су код њих биле веома честе. Али ни они нису владали дуго простором Пиносаве.
Хуни 441 године освајају и разарају Београд, а његово становништво одводе у робље.
Средином 5. века Хунски каганат се налазио на врхунцу своје моћи, али је она са Атилином смрћу 453. године нестала у вихору побуна које су потлачени народи подигли против Хуна. Гепиди и Источни Готи срушили су хунску државу.
Након распада њиховог царства Римљани поново заузимају Београд и околину у коју спада и Пиносава, да би њих заменили Сармати, а Сармате Готи који овладавају простором Пиносаве и Београда 470 године. Вођа Гота Теодорих Велики је ускоро постао савезник Византије и са својим људима је чувао северну границу Царства од варварских пљачкашких упада. Међутим у јесен 488. године по налогу византијског цара Зенона, Теодорих са својим Готима одлази на Апенинско полуострво остављајући северну границу небрањену и простор у Панонији и ненасељен . Пиносава и Београдом овладавају Гепиди које ће 504 године заменити једна фракција Гота под називом Остроготи који се још неко време задржали на Балканском полуострву одакле ће се и они убрзо одселити на простор данашње северне Италије.
Почетком шестог века византијски цар Анастасије у непосредну околину Београда насељава германска племена Херула. Њихова функција је требало да буде одбрана Византије од ратоборних Гепида.
Већ 527 године на византијски престо долази цар Јустинијан рођен недалеко од Лесковца. Он 535 године обнавља Сингидунум који Авари пљачкају 584 и 602 године, а Словени се насељавају у његовој околини у коју спада и простор данашње Пиносаве.
Срби су дошли на позив византијског цара Ираклија(610-641). Вероватно је да су они и много пре 630 године долазили на простор Византије у мањим групама ради пљачке, често и остајући на њеном простору, али њихов званичан и први масован долазак десио се баш тада. Њима је цар Ираклије дозволио да се населе око Солуна, али ће се они касније повући на север и своје државе ће формирати мало даље од Пиносаве на простору од Јадранског мора до Саве и од реке Цетине, Имотске жупе и реке Врбас на западу до долина Ибра, Груже, Љига, Јадра и Дрине на истоку.
Њихова прапостојбина је била заједно са осталим словенским народима на просторима источне Европе. Приближне границе насељености Словенима су биле: око реке Одре до средњег тока Волге, од Балтичког мора до Карпата и средњих токова ријека Буга, Дњепра и Дона. Остаци српских племена са тих простора су Лужички Срби који су данас мањина у Немачкој.
Два века су словенска племена владала Пиносавом и Београдом и за то време мало има писаних помена о њима. Претпоставља се да је то било мирно време када у Београду цвета трговина. Занимљиво је то да су баш словенски народи и сковали име Београд. Тај период је трајао до почетка деветог века, када се Пиносава и њена околина поново налазе на ужареној линији и народи који владају њиховим простором се и поново смењују.
За то време Срби стварају своје прве државе, али оне неће обухватити ни Пиносаву ни Београд. Срби по доласку на Балкан нису као неки други народи пре њих створили једну државу, него пет, од којих су четири излазиле на море. Оне су у почетку пролазиле кроз неке међусобне сукобе. Први српски кнез чије име је забележено, био је Вишеслав, за кога се претпоставља да је владао око 780 године . После њега владао је његов син Радослав, кога наслеђује његов син Просигој. Средином 9. века Срби предвођени Властимиром (око 850-862) и многобожачким елементом у народу подижу побуну против Византије и стичу самосталност. На нову српску државу одмах су ударили Бугари, али их Срби предвођени прво Властимиром, а касније и његовим синовима Мутимиром (862-891), Стројимиром и Гојником побеђују у два рата. Током Мутимирове владавине Срби званично примају хришћанство између 870. и 874. године по Божијој вољи, а делатношћу Духа Светога кроз Светог Кирила и Методија и њихове Свете ученике.
Свети Кирило и Методије беху браћа рођена, родом из Солуна, од родитеља знаменитих и богатих, Лава и Марије. Старији брат Методије као официр проведе десет година међу Словенима (македонским) и тако научи словенски језик. По том се Методије удаљи у гору Олимп и предаде монашком подвигу. Ту му се придружи доцније и Кирил (Константин). Но када хазарски цар Каган потражи од цара Михаила проповеднике вере Христове, тада по заповести царевој ова два брата буду пронађени и послати међу Хазаре. Убедивши Кагана у веру Христову, они га крстише са великим бројем његових доглавника и још већим бројем народа. После извесног времена они се врате у Цариград, где саставе азбуку словенску од тридесет осам слова, и почну преводити црквене књиге с грчког на словенски. На позив кнеза Растислава оду у Моравску, где веру благочестиву распростреше и утврдише, а књиге умножише и дадоше их свештеницима, да уче омладину. На позив папе оду у Рим, где се Кирил разболе и умре 14. фебруара 869. године. Тада се Методије врати у Моравску и потруди се до смрти на утврђењу вере Христове међу Словенима. По његовој смрти — а он се упокоји у Господу 6. априла 885. године — ученици његови, петочисленици, са светим Климентом као епископом на челу, пређоше Дунав и спустише се на југ, у Македонију, где, из Охрида, продужише међу Словенима посао, започети Кирилом и Методијем на северу.
Неких 60 до 70 година пре времена Ћирила и Методија до Београда и Пиносаве долазе Франци (преци данашњих Француза), који су под Карлом Великим уништили Аваре. На рушевинама Таурунума оснивају франачко насеље Малевила, да би словенизацијом касније назив био Землн (Земун). Бугари који су се под притиском Хуна доселили са простора Кавказа су преузели власт над Београдом и околином 827 године. Њихово царство ће у наредних 100 година бити најјаче на Балкану, а њихов цар Симеон ће се усудити чак да нападне Цариград. Мађарска војска је 896. напала Београд, али он ће се одржати у рукама Бугара до 971 године када га освајају Византинци заједно са читавим Бугарским царством. Српске државе полако јачају.
Мутимира наслеђује Петар Гојниковић (892-917), чији вазал обласни кнез Захумља Михајло Вишевић покушава почетком 10. века да прошири српске земље на Апенинско полуострво. У првој половини X века врховни српски владари покушавају да очувају своју самосталност у борбама Бугара и Византије око превласти на полуострву. Бугарски цар Симеон I осваја цело Балканско полуострво, заузевши 924. године и српске земље. После његове смрти Часлав Клонимировић 931. године поново обнавља јединствену српску државу која нестаје његовом погибијом у сукобу са Мађарима око 960. године. Према наводима Летописа попа Дукљанина, мађарски великаш Киш је упао са војском у Босну и започео пљачкање и пустошење те области. Српски кнез Часлав је сакупио војску и сукобио се са мађарским снагама у Дринској жупанији, поред саме реке (вероватно низводно од данашње Фоче). У борбама је погинуо сам Киш, а мађарске снаге су потучене до ногу. Кишова удовица је након тога затражила од мађарског краља војску, да би осветила смрт свог мужа. Он јој је дао велику војску са којом се упутила у Срем (данашња Мачва) и у изненадном ноћном нападу на српски логор, Мађари су заробили Часлава. Према наредби Кишове удовице, Чаславу и свим његовим сродницима, који су такође заробљени, су завезане ноге и руке, након чега су живи бачени у реку Саву. После Чаславове погибије српска држава се распала на неколико мањих кнежевина.
После 976. власт над Београдом и његовом околином у коју спада и Пиносава је преузео бугарски цар Самуило који је своју државу формирао брзо и на веома чудан начин. Подигавши устанак против Византије он је за веома кратко време повратио део срушеног бугарског царства, али и освојио готово све српске земље. Његовој држави припојени су: Епир, Тесалија, Дукља, Рашка, Босна, Травунија, Срем, данашња Албанија и Подунавска Бугарска. Самуило се након тога прогласио за цара позивајући се на титулу Симеона Великог, уздигао је Охридску архиепископију на ранг патријаршије, а престоницу из Преспе преместио у Охрид . Византијски цар Василије II покорио је Самуилово царство 1014 победивши Самуила у бици на Беласици. Када је Василије заробио његову војску (15 000 војника) свима је повадио очи, а сваком стотом извадио је само по једно око да би могли да их воде. Када их је Самуило видео, умро је на месту. Тада су Василија прозвали Бугароубица, а Београд је опет постао значајна погранична тврђава Византије.
За то време ново средиште српске независности постаје Дукља, под Јованом Владимиром (око 995-1015), који је пре свега својом вером у Бога поставио темеље православне државе и својим богоугодним животом свим наредним српским владарима оставио пример понашања и пут којим треба да иду, и којим треба да поведу и српски народ, а циљ тог пута је Царство Божије. Овај свети и славни краљ српски и дивни мученик Христов, Јован Владимир, израсте из благочестивог и царског корена који владаше у српским кнежевинама Захумљу и Превали (која се још зваше Диоклитија, Дукља или Зета). Његов деда зваше се Хвалимир и имађаше три сина: Петрислава, Драгимира и Мирослава. Петрислав прими на управу Зету (Дукљу), Драгимир Травунију (Требиње) и Хлевну (Хум), а Мирослав Подгорје. Но Мирослав не имађаше деце те и његова држава дође у власт Петриславу који за наследника имаше сина свога, овог блаженог Владимира. И тако се Владимир зацари (у другој половини десетога века) у Дукљи и осталим пределима Илирије и Далмације, а престоница му беше код цркве Пречисте Дјеве Марије у области Крајини (на западној страни Скадарског Језера).
Блажени Владимир од детињства би испуњен даровима духовним — беше кротак, смирен, ћутљив, богобојазан и чист животом, презирући све привлачности земље и ревнујући за све оно што је узвишено и божанско. Како вели за њега и византијски историчар Кедрин, он је био "човек правичан и мирољубив и пун врлина". Њега исто тако похваљује и древни словенски летописац Поп Дукљанин у свом Летопису званом "Краљевство Словена" (глава 36). У раној младости он проведе неко време код неког доброг војсковође да се учи ратној вештини. Иако све то он добро изучи, он у себи споји витештво и побожност, то јест право хришћанско благочешће. Он марљиво изучи и Свето Писмо, и беше веома милосрдан према беднима и сиромашнима. Знањем Светога Писма и милосрђем успео је да многе богумиле и друге јеретике поврати к вери православној. У животу и владању своме он у свему расуђиваше мудро, и мудро владаше поданицима својим, због чега љубљен би од свију. Уз то још, он разасла учитеље по народу да поучавају људе православној вери и науци Христовој, а јеретике да обраћају ка Истини. А и цркве и манастире он подизаше, као и болнице и странопријемнице. Једном речју, он, иако цар на земљи и моћни владар, беше кротки слуга Небескога Цара Христа и Царства Божјег, које није од овога света, али за које се овај блажени већ од детињства беше определио. Зато њега и би удостојен, као што ћемо даље видети.
Живећи тако богоугодно, у сталним и усрдним молитвама Богу и доброчинствима, блажени краљ Јован Владимир имађаше тешке борбе и изнутра и споља, изнутра са јеретицима богумилима а споља са завојевачима: царем Самуилом и царем Василијем. Самуило, цар Бугарски, крену у рат са великом војском на државу овог блаженог и хтеде је покорити себи. Свети и христољубиви краљ Владимир, штедећи крв човечију и љубећи већма мир него рат, уклони се са својима у планину звану Облик (или Косогор). Прешавши реку Бојану и опколивши град Улцињ, Самуило опколи тада и ову гору на којој беше свети краљ са својом војском. На тој косој гори (= Косогор) беху змије једовите и отровнице, те голему муку наношаху војсци. Јер кад би кога ујеле, тај је одмах умирао. Свети Владимир се тада помоли Богу са сузама да му свемогући Бог ослободи народ од те кужне смрти. И услиши Бог молитву слуге Свога, и змије престаше надаље уједати, и од тада до сада никога не уједају, а ако кога и уједу не буде му ништа. Међутим цар Самуило посла гласника краљу Владимиру да са свима који беху с њим сиђе са горе, али краљ то не учини. Онда се ту као издајник Јуда нађе кнез тога места који незлобивог краља издаде цару Самуилу, те га овај зароби и посла на заточење. А пред своје заробљавање краљ Владимир скупи све своје око себе и стаде им овако говорити: Чини ми се, браћо, да мени предстоји испунити ону реч еванђелску која каже: Добар пастир полаже душу своју за овце своје. Боље ће бити, дакле, да ја сам положим душу своју за све вас и да добровољно предам тело своје да га убију, него да ви пропаднете од глади и од мача. Изговоривши то, он се опрости са свима и отиде к цару, а овај га свезана посла у свој престони град Преспу (крај Охрида) на заточење. Самуило затим за војском удари на градове Котор и Дубровник, освоји их и попали, и даље са војском пороби и освоји Босну и Рашку, па се са богатим пленом врати дома.
Владимир блажени сеђаше тако у тамници у Преспи и мољаше се Богу даноноћно. Ту му се јави анђео Божји који га окрепи и јави му да ће га Бог ускоро ослободити из тамнице, али да ће он после тога мученик постати и неувели венац вечног живота у Царству Небеском задобити. А цар македонски Самуило имађаше кћер по имену Косару, звану још и Теодора, која, Светим Духом надахнута, имађаше велико милосрђе према убогима и сужњима, и често похађаше тамнице и сужње тешаше. Она измоли од оца дозволу да са својим девојкама сиђе у тамницу и опере ноге сужњима, што јој отац и дозволи. Но Косара видевши Владимира, расцветана младошђу, понизна и скромна, и како је пун мудрости и разума Божјег, заволе га срцем. Заволе га не из похоте, него што се сажали на младост и лепоту његову, и што хтеде да га ослободи из тамнице. Косара изађе пред оца свога и замоли га да јој да овога роба за мужа. Не могаше отац отказати кћери својој, јер ју је много волео и знао за Владимира да је од краљевске крви, те јој испуни молбу и изведе Владимира из тамнице. Самуило даде Владимиру Косару за жену и сву му државу поврати, краљевину отаца његових, и још му даде земљу Дирахијску (Драчку), и испрати га с чашћу и многим даровима. Самуило такође поврати и стрицу Владимировом Драгомиру његову земљу Тривунију (Требиње).
Блажени краљ Владимир, стигавши дому своме са супругом својом Косаром, би дочекан од својих са великом радошћу. И живљаше од тада са Косаром свето и целомудрено. Јер он усаветова жену своју да држе девичанство, пошто су девственици, рече, слични Анђелима. И целомудрена Косара га послуша, те живљаху у целомудрености и свакој врлини љубећи Бога и служећи Му дан и ноћ. И краљеваше над повереним му народом са страхом Божјим и правдом.
У то време самодржац грчки Василије II Македонац (976-1025 г.) изиђе са многом војском на цара бугарског Самуила и у кланцима горе Беласице страховито потуче његову војску (1014. године). Од силне туге и жалости за војском Самуило на пречац умре, а цар Василије дође чак до Охрида. Самуилово царство прими у наслеђе његов син Гаврило Радомир, но после непуне године он би убијен од Јована Владислава, свога брата стричевића. А то беше и породична освета, јер отац Владислављев Арон био је раније убијен на заповест брата му Самуила. Грчки цар Василије пође тада на Владислава желећи да потпуно потчини себи бивше царство Самуилово. Лукави пак узурпатор Владислав настојаше да на превару домами к себи и убије блаженог краља Владимира.
Једнога дана изађе свети Владимир у дубраву близу града са три своја великаша, и виде у шуми једног орла како кружи, а на плећима му блисташе сјајни као сунце часни Крст. Затим орао положи Крст на земљу и постаде невидљив. Блажени краљ тада сјаха с коња и поклони се Крсту Христовом и на њему распетоме Господу, па онда нареди да се на том месту сагради црква; притом и сам даде велики прилог. Када црква би подигнута, онда овај Часни Крст би у њу положен, и ту свети краљ хођаше по дану и по ноћи на молитву и свеноћна бдења. Јер он осети да се приближи време да прими венац мученички, за којим је и сам толико жудео.
А Владислав, убица свог братучеда Радомира, Косариног брата, завидећи светом краљу, и у своме властољубљу желећи да се домогне и Владимировог краљевства, реши се да га на превару убије. Зато га позва к себи у Преспу на тобожњи договор. Не верујући у искреност свога брата од стрица и наслућујући неку подвалу, мудра Косара измоли од свога мужа да она прва отиде на договор, не би ли тако спасла блаженог Владимира од неправедног убиства. Но лукави Владислав обману и сестру, а светом краљу посла по изасланицима златни Крст позивајући га да дође и обећавајући му да му се ништа зло неће десити. Обманута Косара није могла распознати нож медом премазан. А свети краљ одговори Владиславу: Знамо да Господ наш Исус Христос, Који је за нас пострадао, није на златном или сребрном Крсту распет био, него на дрвеном. Ако ти је дакле вера права и речи истините, пошљи ми по свештеним људима Крст од дрвета, и на веру у име Господа нашег Исуса Христа, уздајући се у Животворни Крст и Часно Дрво, доћи ћу. Тада вероломни и лукави Владислав дозва два епископа и једнога пустињака, и претварајући се пред њима да поштено мисли, даде им Крст од дрвета, и посла их краљу. Свети краљ крете тада на пут, и у пратњи Анђела приближаваше се двору Владислављевом. Уз пут се стално мољаше Богу и, као што каже Дукљанин у свом Летопису, свративши у једну цркву он се исповеди и причести светим Телом и Крвљу Христовом.
Прошавши кроз све заседе Владислављеве свети краљ најзад стиже у Преспу. Када га виде Владислав где му долази, устреми се на њега и удари га мачем, али му не науди. Међутим Владимир се не уплаши већ рече: Хоћеш да ме убијеш, брате, али не можеш! Па истргнув свој мач даде му га говорећи: Узми и убиј ме, готов сам на смрт као Исак и Авељ. А Владислав, помрачен умом, узе мач и отсече главу светом мученику. Светитељ пак узе главу своју рукама својим, па уседе на коња и одјури поменутој цркви. И кад стиже цркви сјаха с коња и рече: У руке Твоје, Господе, предајем дух мој! А убица се посрами и уплаши од таквог преславног чуда, па побеже са својима. И тако блажени Јован Владимир прими венац мученички и промени царство земаљско за Царство Небеско, 22. маја 1015. године".
Чесно тело светога краља Мученика епископи и клирици узеше и са песмама и славопојима погребоше у истој цркви близу Преспанског Језера, уз велики плач и ридање супруге му Косаре. Господ пак, хотећи објавити заслуге блаженог мученика Владимира, учини те многи који долажаху на његов гроб у цркву и мољаху се, добише исцељења. А прве ноћи многи видеше на гробу краља Мученика чудесну божанску светлост, као кад многе свеће горе. То уплаши бугарског цара, и он допусти Косари да узме тело светитељево и пренесе га где год хоће. И она узе тело светога краља и однесе у место владавине његове Крајину, и чесно га положи у цркви Пресвете и Пречисте Богоматере Дјеве Марије. Ту свето тело краља Мученика лежаше цело и нетљено, и из себе испушташе дивни мирис као да је многим ароматима намазано, а у руци држаше онај Крст који је од цара добио. У ту се цркву силан народ сваке године о празнику његову, 22. маја, сакупљаше, и заслугама и заступништвом његовим многа се чуда дешаваху онима који се чистим срцем мољаху. А чесна супруга његова Косара, због искрене љубави коју имаше према светом супругу своме, замонаши се при тој цркви и проведе остатак дана живота свога у побожности и светом живљењу. Када се пак упокоји би и она погребена чело ногу супруга свога.
Међутим, Владислав убица надаше се одржати царство своје бугарско и још му присајединити и српско, те стога с војском дође под Драч и опасно га опседе. Али, ту га порази невино проливена крв светог Владимира, и он погибе при споменутој опсади Драча почетком 1018. године, лишивши себе и привременог и вечног живота. По казивању Дукљаниновом, њему се тада јави наоружани војник са ликом светог Владимира. А кад он стаде викати и бежати, Анђео га порази, те се он сруши и умре и телом и духом. А грчки цар Василије II лако заузе Охрид и Драч и победнички се врати у Цариград.
Јована Владимира је на престолу српске државе наследио Стефан Војислав (1038-1050). Према „Летопису попа Дукљанина“, његов отац је био кнез Травуније и стриц Јована Владимира Драгомир, док му је мајка била ћерка жупана Рашке Љутомира.
Око 1019. године власт у Дукљи, као византијски вазал, преузео је Стефан Војислав (око 1019—око 1050). Након смрти Романа III Аргира (1028—1034) 11.04., Војислав је, највероватније наредне године, збацио византијску власт. Повод се може наћи у политици новог цара Михајла IV (1034—1041) коју је водио његов брат, евнух Јован Орфантроф. Он је драстично повећао порезе и намете, који нису пунили само државну касу, већ и џепове самог Јована и његових рођака. Поред тога он уводи словенском становништву да плаћа порезе у новцу, уместо дотадашњег плаћања у натури, што доводи до великог револта међу Словенима, који ће на крају резултовати отвореном побуном. Међутим, Војислављев отпор је брзо савладан и он се већ 1035/1036. године нашао у Цариграду, као византијски заробљеник, а управу над Дукљом је преузео Теофил Еротик.
Крајем 1037. или почетком 1038. године, он успева да побегне из затвора и да се врати у Дукљу, из које је потиснуо византијског намесника, Теофила Еротика, о чему сведочи запис Јована Скилице: „... Стефан Војислав, архонт Срба, који је био пре кратког времена побегао из Цариграда и заузео земљу Срба, протеравши оданде Теофила Еротика“. Током зиме 1039/1040. године, један византијски брод се због олујног ветра насукао у Дукљи, а његов товар, који је чинило 10 кентерија злата (7.200 златних номизми), Војислав је задржао за себе. Византијски цар је ово искористио као повод за напад на Дукљу и у пролеће 1040. године је послао на Војислава војску предвођену Георгијем Пробатом. Међутим, његове снаге су се загубиле на непознатом терену, што је Војислав искористио и потпуно их разбио.
Војиславов наследник Михаило (1050-1081) уздиже Дукљу на ранг краљевине и она 1077. године постаје прва српска краљевина, али на том проглашењу краљавине стајала је велика мрља која је умањила значај читавог догађаја. Наиме он је се сам прогласио за краља, али је након тога затражио од Папа Гргур VII да му титулу краља и потврди што је он током 1078. године и учинио. Њега је наследио његов син Константин Бодин (1081-1101), након чије смрти у Дукљи настају сукоби око власти у које се укључују и краљеви вазали рашки велики жупани. Сав терет борбе са Византијом у 12. веку преузимају рашки велики жупани који средином 12. века преузимају вођство међу српским земљама на истоку. Као последица династичких борби међу великим жупанима на престо 1162. године на власт долази најстарији Немањин брат Тихомир чиме почиње ера Немањића у српској историји.
За то време у лето 1040. године букнуо је у Поморављу устанак против Византије на чијем челу се нашао Петар Дељан. У том вихору убрзо су се нашли Београд и Пиносава јер их устаници освајају, а са њима Ниш и Скопље. Дељан се издавао за Самуиловог унука, на основу чега је у Београду 1040. проглашен за цара, настављача Самуиловог царства. У септембру се устаницима придружује Самуилов унук и бивши византијски чиновник Алусијан. Устаници ускоро освајају Драч, а побуна се проширује на северне делове данашње Грчке. Ослобођена територија тада је обухватала Поморавље, целу данашњу Македонију, драчку тему, области око Витоше и Осогова, север данашње Грчке (Периферије Епир, Тесалију, Западну Македонију и Средишњу Македонију). Устаници су покушали да заузму Солун, али под његовим бедемима бивају тешко потучени, након чега долази до сукоба Дељана и Алусијана. Петар ускоро бива ослепљен по Алусијановој наредби (или га је чак сам Алусијан на једној гозби напио, након чега му је одсекао нос и ослепео га), који се након тога враћа у Византију створивши опште расуло међу устаницима. Византијска војска после тога почиње да уништава разбијене устанике, заробивши ослепљеног Петра код Острова . Устанак је угушен већ 1041 године.
У другој половини 11. века обновљени су угарско-византијски сукоби. Угарски краљ Саломон је 1068. године освојио неко византијско погранично утврђење за које се може претпоставити да је Београд. Византинци су утврђење брзо повратили. Борбе на Дунаву су временом добијале на жестини. Неколико година касније угарски краљ предузео је велики напад на Београд за који се претпоставља да је био 1071/72. године. Мађари су после двомесечне опсаде успели да продру у град, а малобројна посада на челу са дуксом Никотом морала је да напусти тврђаву и да се преда. Угарска војска је потпуно опљачкала Београд. Краљ Саломон је после овог успеха наставио рат продирући до Ниша. Мир је убрзо после овога склопљен. Како је Византија повратила Београд није познато, али се може претпоставити да угарска власт у њему није дуго трајала и да је Византија већ 1072. преузела Београд. Угарска војска је 1096. разорила Београд, али га је Византија задржала. Мађарски краљ Стефан II је порушио Београд 1124. и његовим каменом градио Земун. Византијски цар Манојло I је порушио Земун 1154. и београдским каменом поново градила Београд. Угарска је 1182. напала и опљачкала Београд. Византија је 1185. повратила Београд дипломатским путем.
Српске државе се коначно уједињују под владавином Стефана Немање (Светог Симеона Мироточивог), Већ тада као да је било могуће назрети чији ће бити бели град на ушћу Саве у Дунав, а са њим и његова околина у коју спада и Пиносава са осталим подавалским селима.

## Историја Пиносаве од Немањића до Првог светског рата
Насеље Пиносава је познато још у средњем веку, али је тада била познатија по имену Колари. Први пут се помиње у попису од 1572. године, а по попису из 1528. и 1560. године, постоји податак да се на месту где се налази Риносава налазило место Колар. У пиносавачком атару, крај који је добио име по том насељу налази се према Авали и зове се Коларнице. Једно народно предање каже да је Пиносава добила име по феудалцу Пину Савоји који је исто село поседовао у виду домена односно наследног лена. Такође се каже да је поменути Савоја био племић који је водио оштре борбе са Турцима и да је живео средином 15. века, као и да је изгубио живот у једном од многобројних окршаја са турским завојевачима. Тачније, предање нам говори да је Савоја био савременик Змаја Огњеног Вука (деспота Вука Бранковића)и да је са њим имао низ заједничких наступа против Турака. Сматра се да је иза себе оставио сина који је у страху од турске одмазде променио име да би заметнуо траг, и наставио да живи на баштини свога оца на ободу имања као обичан кмет. Како је млади саморазбаштињени гроф, одрастао и васпитан у Београдској тврђави, био склон уметности и поезији а нарочито узгајању и неговању цвећа, ову своју последњу страст је наставио да упражњава и после повлачења са јавне сцене.

## Историја Пиносаве од Првог светског рата до данас
Текст је у фази израде, хвала на разумевању.
- Споменик борцима у Пиносави
- Пиносавци страдали у Првом светском рату
- Пиносавци страдали у Првом светском рату
- Пиносавци страдали у грађанском рату

Жене из Пиносаве су продавале цвеће на београдским улицама пре Другог светског рата.

## Спорт
ФК АСК је београдски фудбалски клуб, у својој историји запамћен по резултатима у београдским лигама. Скраћеница АСК је значило „Авалски спортски клуб“. ФК АСК је 2012. преименован у ФК Пиносава, због проблема око имена. Некада ФК АСК, а данас ФК Пиносава, почео је поново са такмичењима, и то у трећој А лиги Београда.

## Демографија
У насељу Пиносава живи 2240 пунолетних становника, а просечна старост становништва износи 39,2 година (38,9 код мушкараца и 39,5 код жена). У насељу има 912 домаћинстава, а просечан број чланова по домаћинству је 3,11. Ово насеље је у великим делом насељено Србима (према попису из 2002. године).
|  |

| Демографија | Демографија | Демографија |
| Година      | Становника  | Становника  |
| ----------- | ----------- | ----------- |
| 1948.       | 1.713       |             |
| 1953.       | 1.915       |             |
| 1961.       | 2.306       |             |
| 1971.       | 2.689       |             |
| 1981.       | 2.837       |             |
| 1991.       | 2.700       | 2.645       |
| 2002.       | 2.839       | 2.870       |
| 2011.       | 3.136       |             |

| Етнички састав према попису из 2002.‍ | Етнички састав према попису из 2002.‍ | Етнички састав према попису из 2002.‍ | Етнички састав према попису из 2002.‍ | Етнички састав према попису из 2002.‍ |
| ------------------------------------ | ------------------------------------ | ------------------------------------ | ------------------------------------ | ------------------------------------ |
|                                      |                                      |                                      |                                      |                                      |
| Срби                                 | Срби                                 |                                      | 2.781                                | 97,95%                               |
| Роми                                 | Роми                                 |                                      | 10                                   | 0,35%                                |
| Црногорци                            | Црногорци                            |                                      | 9                                    | 0,31%                                |
| Хрвати                               | Хрвати                               |                                      | 5                                    | 0,17%                                |
| Горанци                              | Горанци                              |                                      | 4                                    | 0,14%                                |
| Румуни                               | Румуни                               |                                      | 3                                    | 0,10%                                |
| Југословени                          | Југословени                          |                                      | 3                                    | 0,10%                                |
| Муслимани                            | Муслимани                            |                                      | 2                                    | 0,07%                                |
| Словаци                              | Словаци                              |                                      | 1                                    | 0,03%                                |
| Немци                                | Немци                                |                                      | 1                                    | 0,03%                                |
| непознато                            | непознато                            |                                      | 9                                    | 0,31%                                |

| \| \| м \| \| \| ж \| \| ? \| 9 \| \| \| 6 \| \| 80+ \| 19 \| \| \| 21 \| \| 75—79 \| 25 \| \| \| 43 \| \| 70—74 \| 75 \| \| \| 74 \| \| 65—69 \| 69 \| \| \| 102 \| \| 60—64 \| 68 \| \| \| 85 \| \| 55—59 \| 78 \| \| \| 63 \| \| 50—54 \| 123 \| \| \| 113 \| \| 45—49 \| 123 \| \| \| 113 \| \| 40—44 \| 124 \| \| \| 96 \| \| 35—39 \| 97 \| \| \| 98 \| \| 30—34 \| 80 \| \| \| 90 \| \| 25—29 \| 90 \| \| \| 107 \| \| 20—24 \| 87 \| \| \| 91 \| \| 15—19 \| 99 \| \| \| 94 \| \| 10—14 \| 86 \| \| \| 80 \| \| 5—9 \| 69 \| \| \| 80 \| \| 0—4 \| 77 \| \| \| 85 \| \| Просек : \| 38,9 \| \| \| 39,5 \| |      |  |  |      |
| |      |  |  |      |
| | м    |  |  | ж    |
| ? | 9    |  |  | 6    |
| 80+ | 19   |  |  | 21   |
| 75—79 | 25   |  |  | 43   |
| 70—74 | 75   |  |  | 74   |
| 65—69 | 69   |  |  | 102  |
| 60—64 | 68   |  |  | 85   |
| 55—59 | 78   |  |  | 63   |
| 50—54 | 123  |  |  | 113  |
| 45—49 | 123  |  |  | 113  |
| 40—44 | 124  |  |  | 96   |
| 35—39 | 97   |  |  | 98   |
| 30—34 | 80   |  |  | 90   |
| 25—29 | 90   |  |  | 107  |
| 20—24 | 87   |  |  | 91   |
| 15—19 | 99   |  |  | 94   |
| 10—14 | 86   |  |  | 80   |
| 5—9 | 69   |  |  | 80   |
| 0—4 | 77   |  |  | 85   |
| Просек : | 38,9 |  |  | 39,5 |

| Година пописа     | 1948. | 1953. | 1961. | 1971. | 1981. | 1991. | 2002. |
| ----------------- | ----- | ----- | ----- | ----- | ----- | ----- | ----- |
| Број домаћинстава | 369   | 425   | 594   | 721   | 745   | 734   | 912   |

| Број чланова      | 1   | 2   | 3   | 4   | 5  | 6  | 7  | 8 | 9 | 10 и више | Просек |
| ----------------- | --- | --- | --- | --- | -- | -- | -- | - | - | --------- | ------ |
| Број домаћинстава | 162 | 211 | 188 | 178 | 98 | 51 | 15 | 5 | 3 | 1         | 3,11   |

| Пол    | Укупно | Неожењен/Неудата | Ожењен/Удата | Удовац/Удовица | Разведен/Разведена | Непознато |
| ------ | ------ | ---------------- | ------------ | -------------- | ------------------ | --------- |
| Мушки  | 1.166  | 321              | 732          | 60             | 52                 | 1         |
| Женски | 1.196  | 233              | 725          | 184            | 50                 | 4         |
| УКУПНО | 2.362  | 554              | 1.457        | 244            | 102                | 5         |

| Пол    | Укупно                    | Пољопривреда, лов и шумарство | Рибарство                            | Вађење руде и камена | Прерађивачка индустрија       |
| ------ | ------------------------- | ----------------------------- | ------------------------------------ | -------------------- | ----------------------------- |
| Мушки  | 541                       | 27                            | 1                                    | 2                    | 138                           |
| Женски | 425                       | 7                             | 0                                    | 0                    | 52                            |
| Укупно | 966                       | 34                            | 1                                    | 2                    | 190                           |
|        |                           |                               |                                      |                      |                               |
| Пол    | Производња и снабдевање   | Грађевинарство                | Трговина                             | Хотели и ресторани   | Саобраћај, складиштење и везе |
| Мушки  | 9                         | 45                            | 74                                   | 14                   | 89                            |
| Женски | 1                         | 7                             | 55                                   | 19                   | 29                            |
| Укупно | 10                        | 52                            | 129                                  | 33                   | 118                           |
|        |                           |                               |                                      |                      |                               |
| Пол    | Финансијско посредовање   | Некретнине                    | Државна управа и одбрана             | Образовање           | Здравствени и социјални рад   |
| Мушки  | 3                         | 30                            | 14                                   | 11                   | 36                            |
| Женски | 10                        | 25                            | 20                                   | 35                   | 132                           |
| Укупно | 13                        | 55                            | 34                                   | 46                   | 168                           |
|        |                           |                               |                                      |                      |                               |
| Пол    | Остале услужне активности | Приватна домаћинства          | Екстериторијалне организације и тела | Непознато            | Непознато                     |
| Мушки  | 34                        | 0                             | 0                                    | 14                   | 14                            |
| Женски | 23                        | 0                             | 0                                    | 10                   | 10                            |
| Укупно | 57                        | 0                             | 0                                    | 24                   | 24                            |

## Галерија
- Аутобус за Пиносаву 401
- Поглед на Авалу из Пиносаве
- Храм светог Марка у Пиносави
- Освештање темеља храма Светог Марка
- Црква Светог Апостола и Јеванђелисте Марка у Пиносави, Савиндан 2019. године